# Taczalin
Taczalin (niem. Tentschel) – wieś w Polsce położona w województwie dolnośląskim, w powiecie legnickim, w gminie Legnickie Pole.
W latach 1975–1998 miejscowość administracyjnie należała do województwa legnickiego.

## Nazwa
W kronice łacińskiej Liber fundationis episcopatus Vratislaviensis (pol. Księga uposażeń biskupstwa wrocławskiego) spisanej za czasów biskupa Henryka z Wierzbna w latach 1295–1305 miejscowość wymieniona jest w zlatynizowanej formie Tanzlino.

### Zabytki
Do wojewódzkiego rejestru zabytków wpisane są:
- kościół ewangelicki, obecnie rzym.-kat. fil. pw. Nawiedzenia NMP, z 1800 r., przebudowany w 1860 r.
- cmentarz przykościelny
- wiatrak koźlak, z XIX w.

inne zabytki:
- dwór w Taczalinie, z 1794 r., przebudowany w XIX w.
- zabudowania gospodarcze dworu
- Dąb Dominik, 400-letni pomnik przyrody.

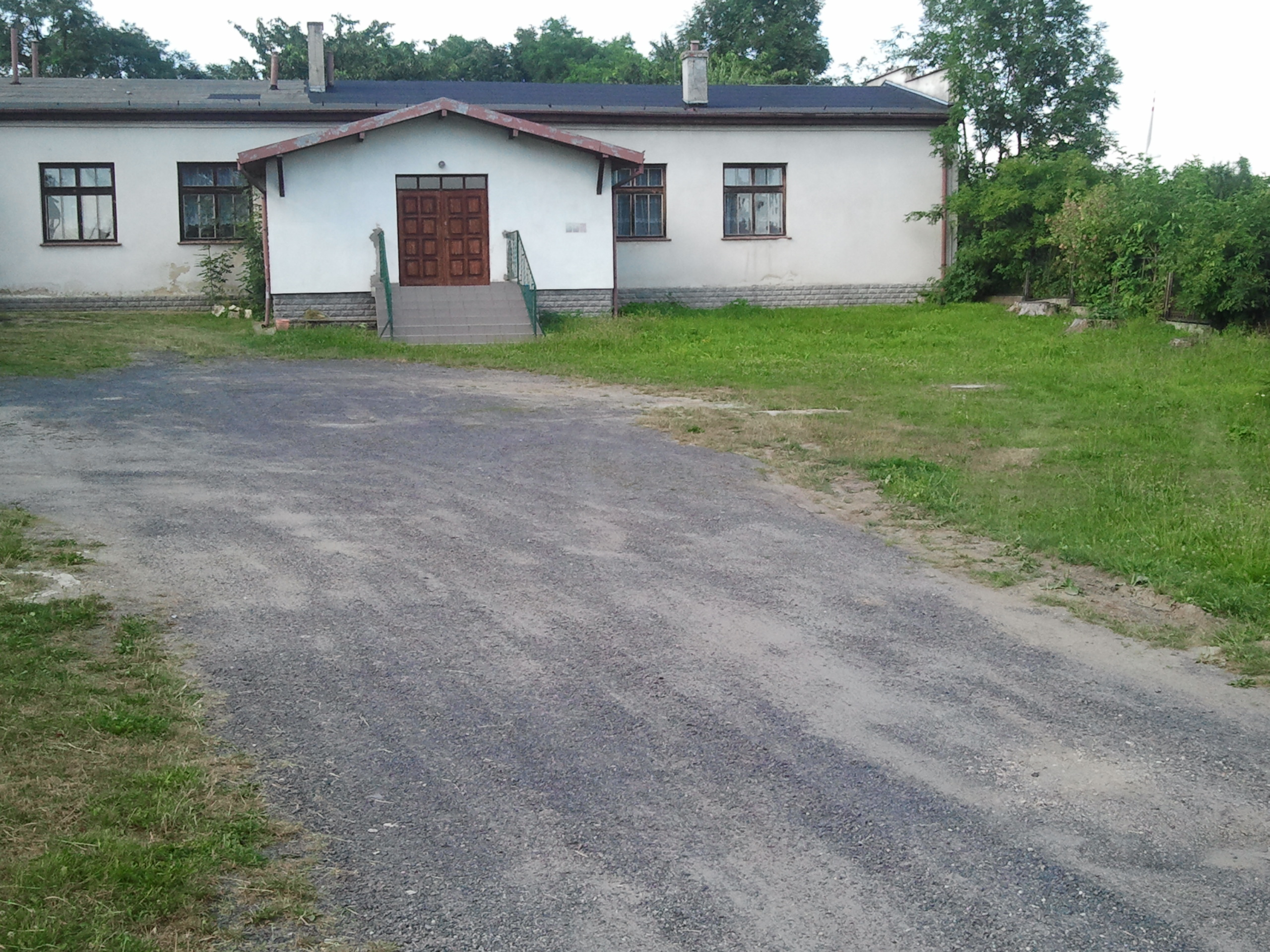
Wiejski Dom Kultury w Taczalinie

### Sport i kultura
W Taczalinie działa Wiejski Dom Kultury. Odbywają się tam regularnie warsztaty teatralne oraz muzyczne. Wiejski Dom Kultury w Taczalinie jest też miejscem, w którym odbywają się koncerty muzyczne. Znajduje się tam również mała sala kinowa oraz sala rekreacyjno-sportowa z bilardem i tenisem stołowym. WDK Taczalin pełni również funkcję sali bankietowej. Taczalin posiada również nowo wybudowany basen odkryty a także powstaje orlik dla mieszkańców.

## Transport i komunikacja

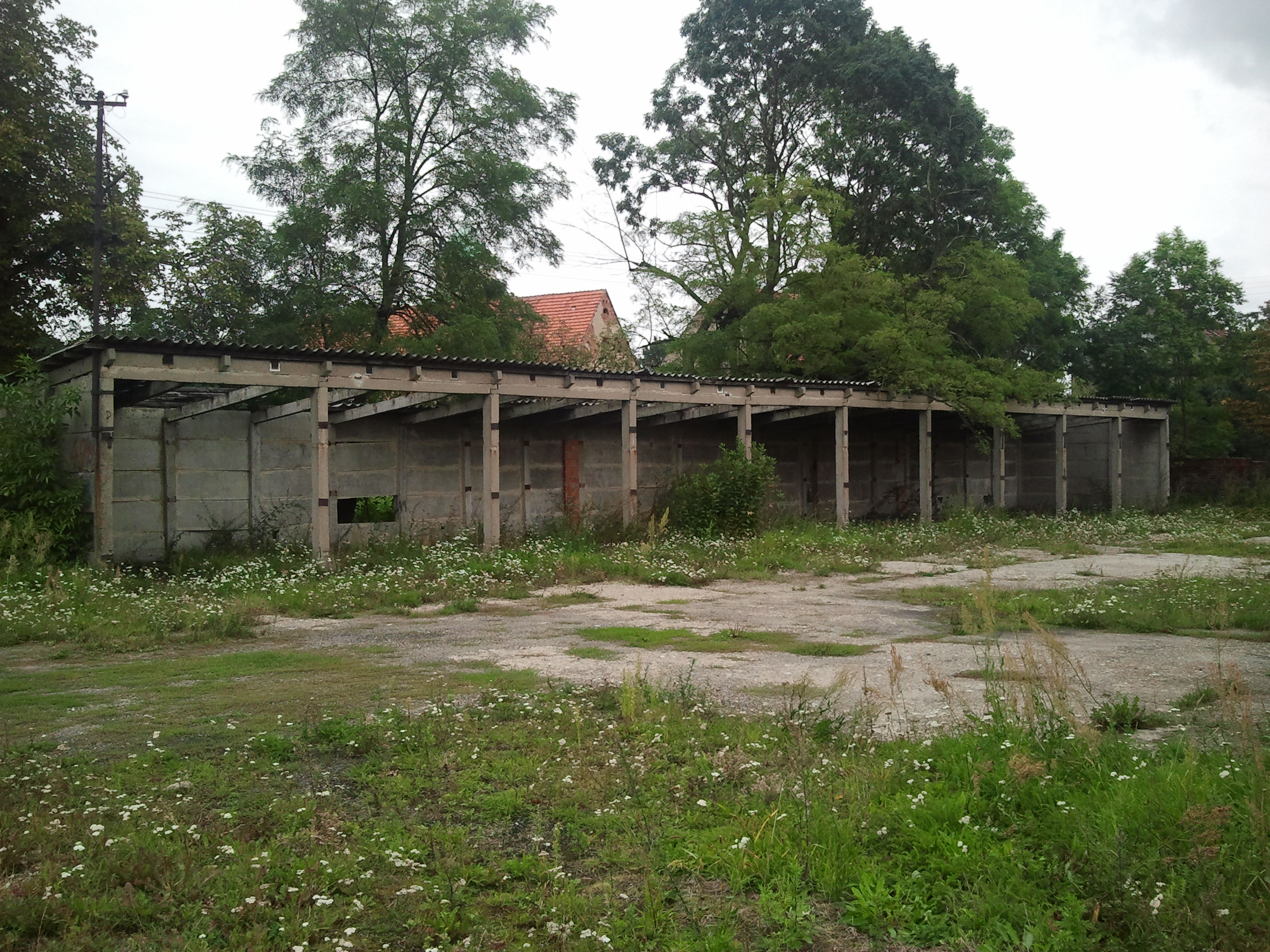
Peron nieistniejącego już Dworca PKP Taczalin – Biernatki

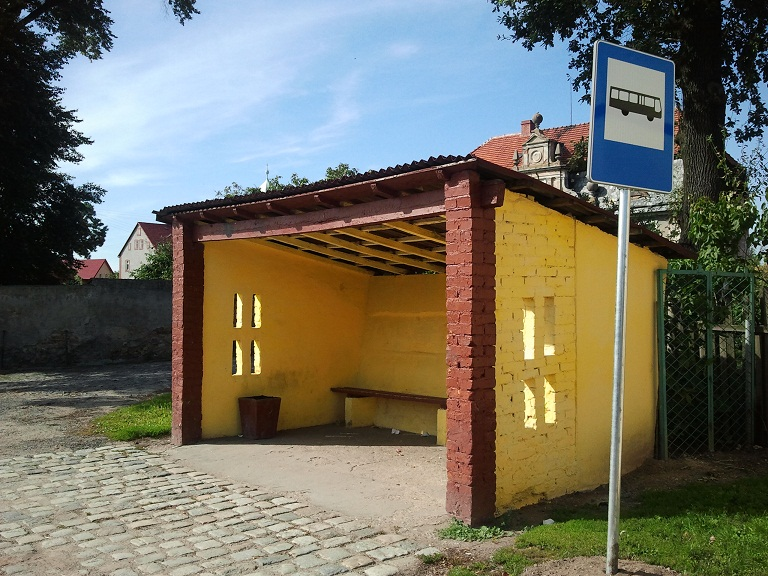
Przystanek autobusowy Taczalin

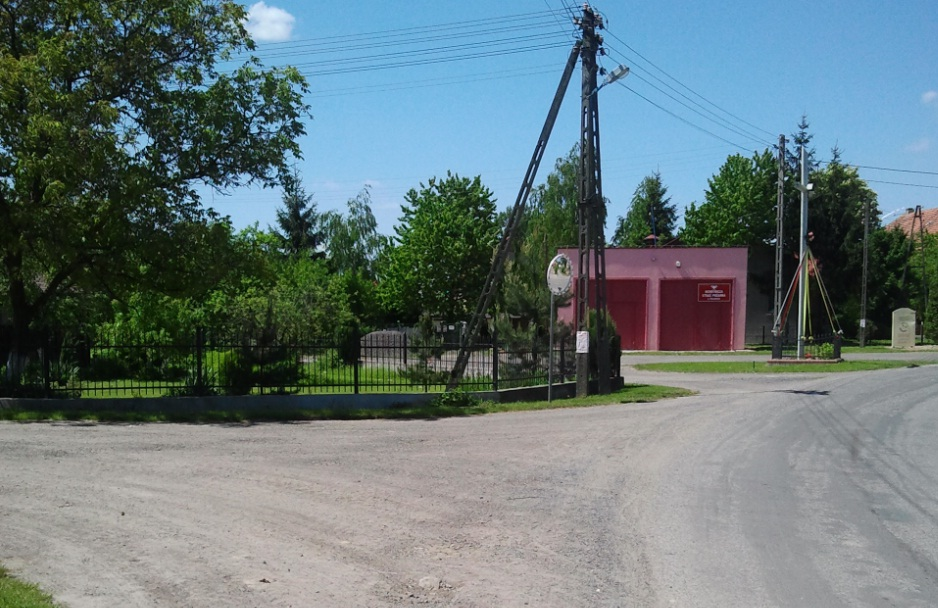
Rondo Unii Europejskiej

### Kolej
W 1902 roku w miejscowości sąsiadującej z Taczalinem otwarto przystanek kolejowy Biernatki, obsługujący podróżujących na trasie Malczyce – Taczalin – Jawor. Nazwa przystanku w 1923 roku została zmieniona na Dworzec Taczalin – Biernatki. Pod tą nazwą istniał do czasu jego zamknięcia.

### Ruch międzymiastowy i tranzyt
- odcinki dróg powiatowych: Nr 2202 relacji – Księginice – Taczalin, Nr 2177 relacji – Koskowice – Taczalin – drogi zbiorcze jednojezdniowe, dwupasowe.
- Rondo Unii Europejskiej

Połączenia autobusowe z Legnicą, Ujazdem Górnym i Wrocławiem zapewnia sieć prywatnych przewoźników.
W 2004 roku, w ramach upamiętnienia wstąpienia Polski do Unii Europejskiej, znajdującemu się w centralnej części miejscowości rondu nadano nazwę Unii Europejskiej.

## Przemysł

### Kopalnia kwarcu Taczalin

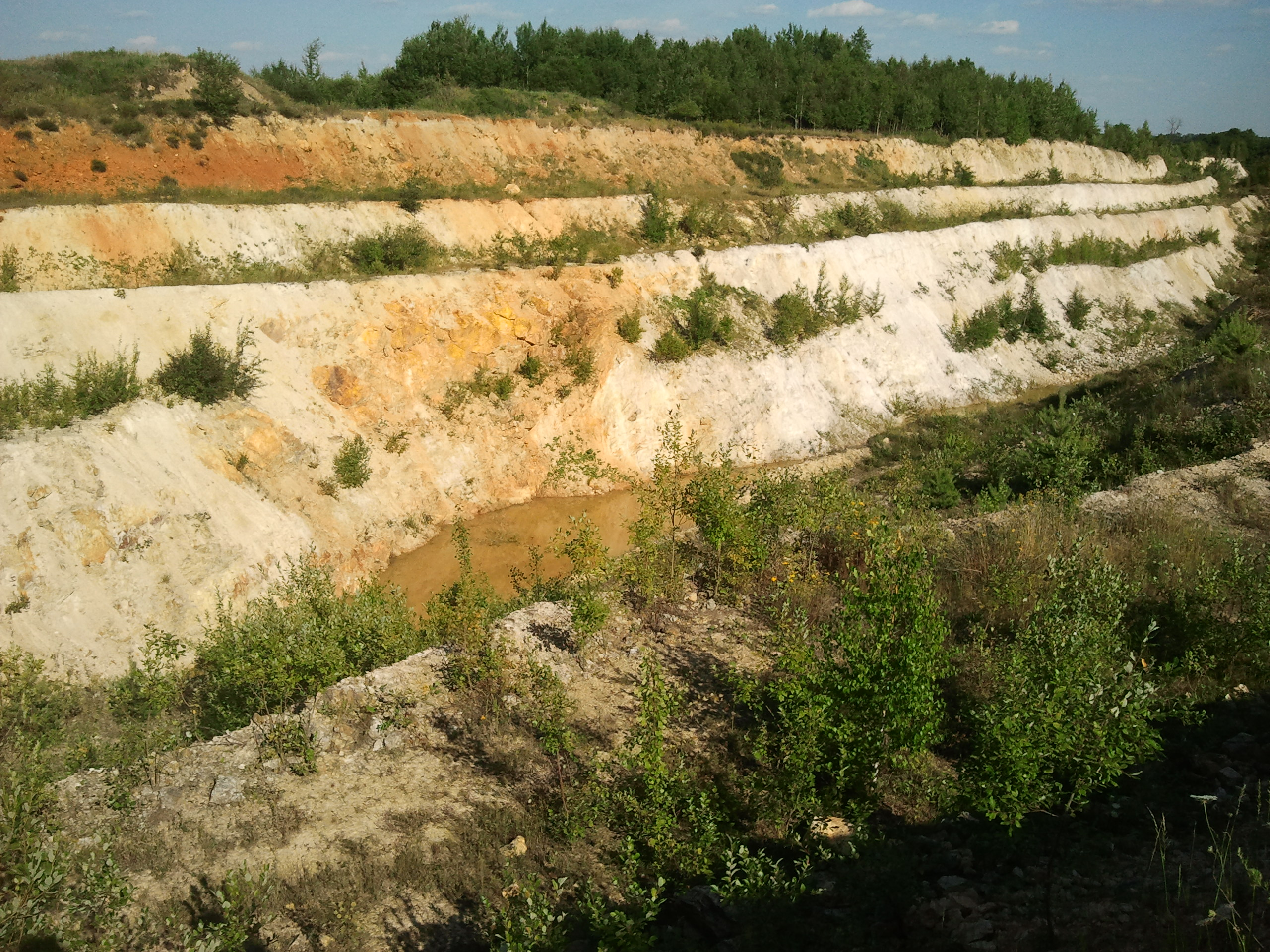
Wyrobisko kopalni w Taczalinie

Historia wydobycia kwarcu ze złoża "Taczalin" sięga lat 1972-1975. Potem produkcję wstrzymano, aż do 1993 roku. Początkowo eksploatacją i produkcją surowców kwarcowych zajmował się prywatny przedsiębiorca, a od 1997 roku działalność tę przejęła spółka "Kwarce" w Mikołajowicach, w ramach grupy kapitałowej KGHM Polska Miedź. W połowie 2003 roku lubińska firma PeBeKa połączyła się ze spółką "Kwarce", wchłaniając tym samym wspomniane kopalnie "Taczalin" i "Stanisław" oraz zakład kruszyw. Eksploatacja złoża i działalność przeróbcza trwały do 2005 roku. W kotle wyrobiskowym ze względu na brak nasłonecznienia w okresie zimowym panuje specyficzny klimat zbliżony do alpejskiego przez co przez wiele miesięcy zalega tam śnieg. Przez kilka lat rozważane było różne wykorzystanie tego obiektu łącznie z kinematografią. Obecnie jednak najbardziej prawdopodobna jest kontynuacja wydobycia kwarcu ze złoża "Taczalin".

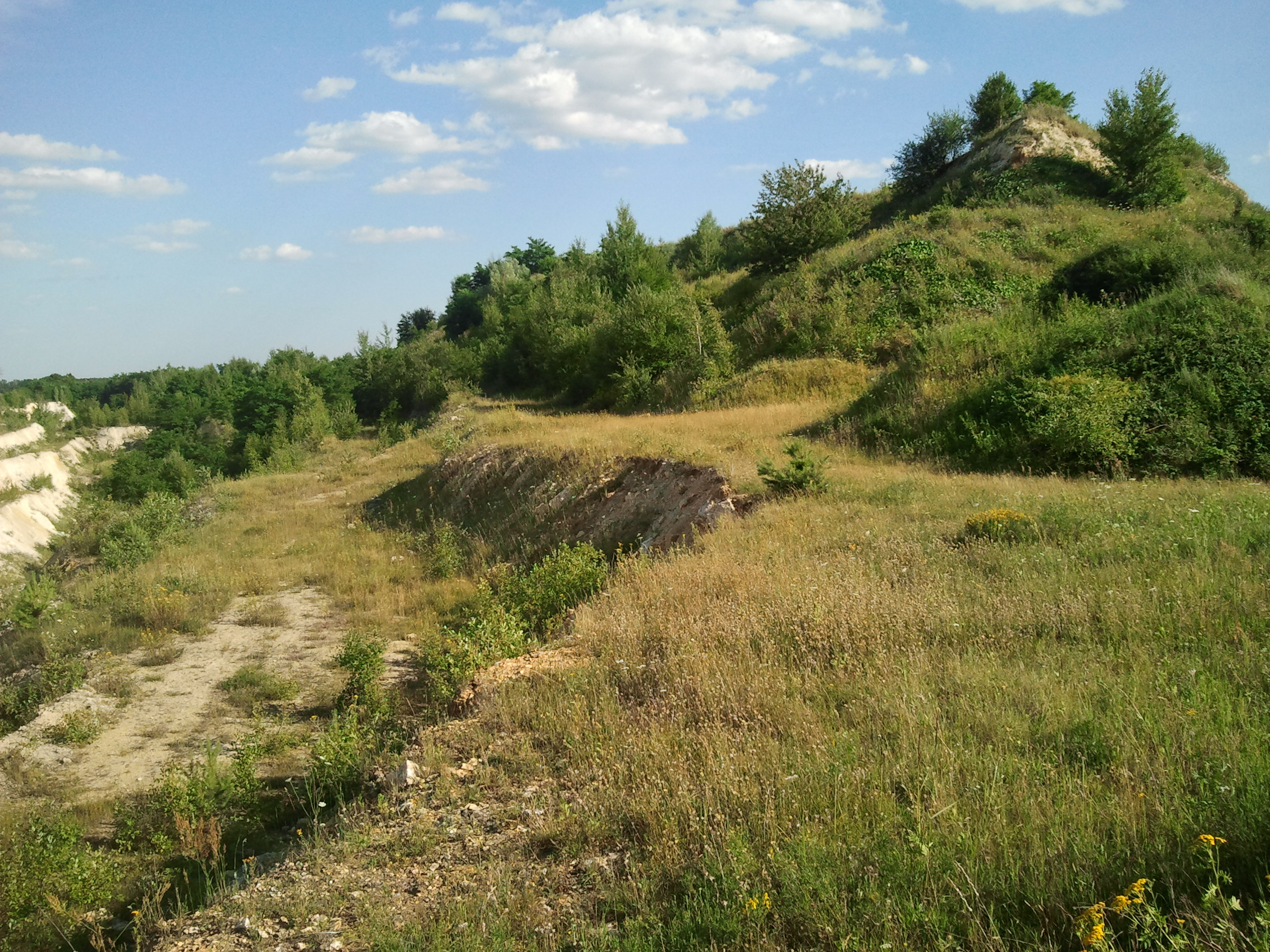
Nadkład kopalniany - strona północna
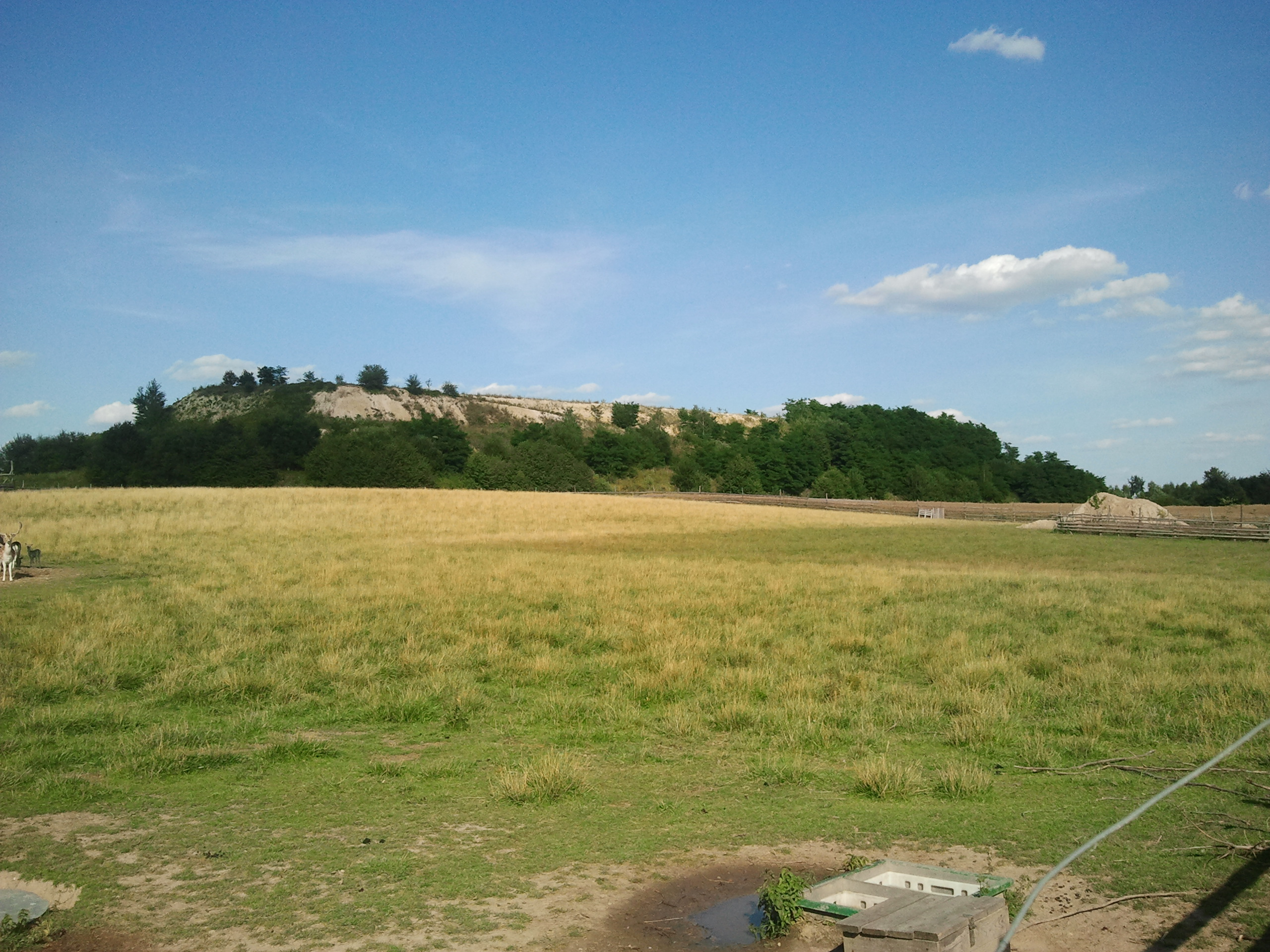
Nadkład kopalniany - strona południowa
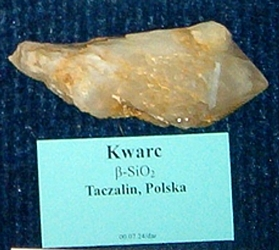
Kwarc ze złoża Taczalin

## Ekologia w Taczalinie
Próby wykorzystania energii wiatrowej w Taczalinie były podejmowane już w XIX wieku. Z tamtego czasu pochodzi wiatrak koźlak będący do dziś zabytkiem tej miejscowości. Jednak wraz z upływem lat jego stan się pogarszał co doprowadziło do jego częściowej rozbiórki. Od zakończenia II wojny światowej musiało minąć sporo czasu, żeby w 2013 roku na ziemię taczalińską wróciły wiatraki i to od razu w liczbie 22 w ramach projektu budowy Elektrowni Wiatrowej Taczalin
. Oprócz wykorzystania energii ruchu powietrza ekologiczne działania dotknęły również segregacji odpadów komunalnych według programu Legnica-ECO2009. Skuteczność tego przedsięwzięcia zaowocowała wygraną w konkursie na najbardziej ekologiczną miejscowość powiatu legnickiego. W nagrodzie ufundowano mieszkańcom ogródek jordanowski i elementy małej architektury takie jak ławki czy fotele.

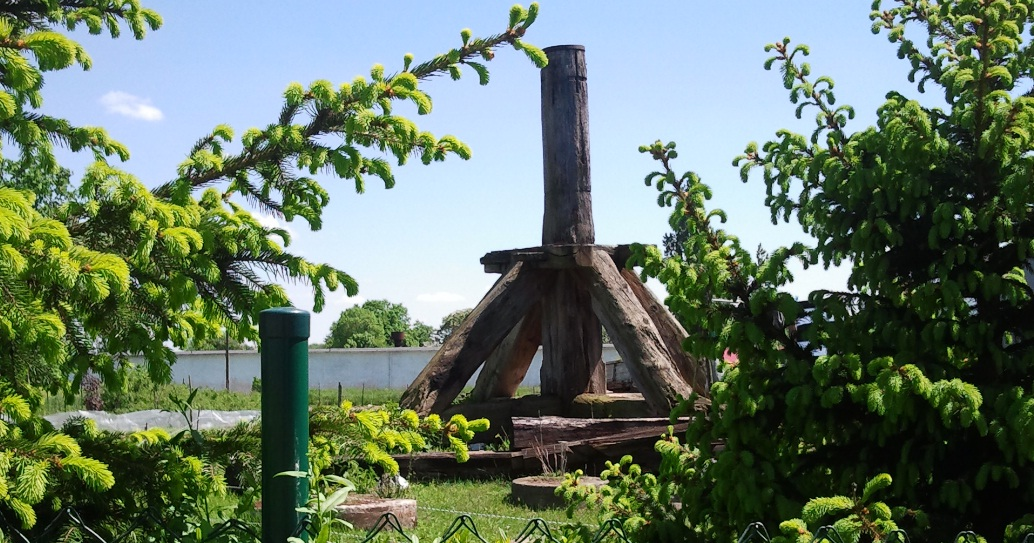
Pozostałości XIX-wiecznego wiatraka koźlaka.
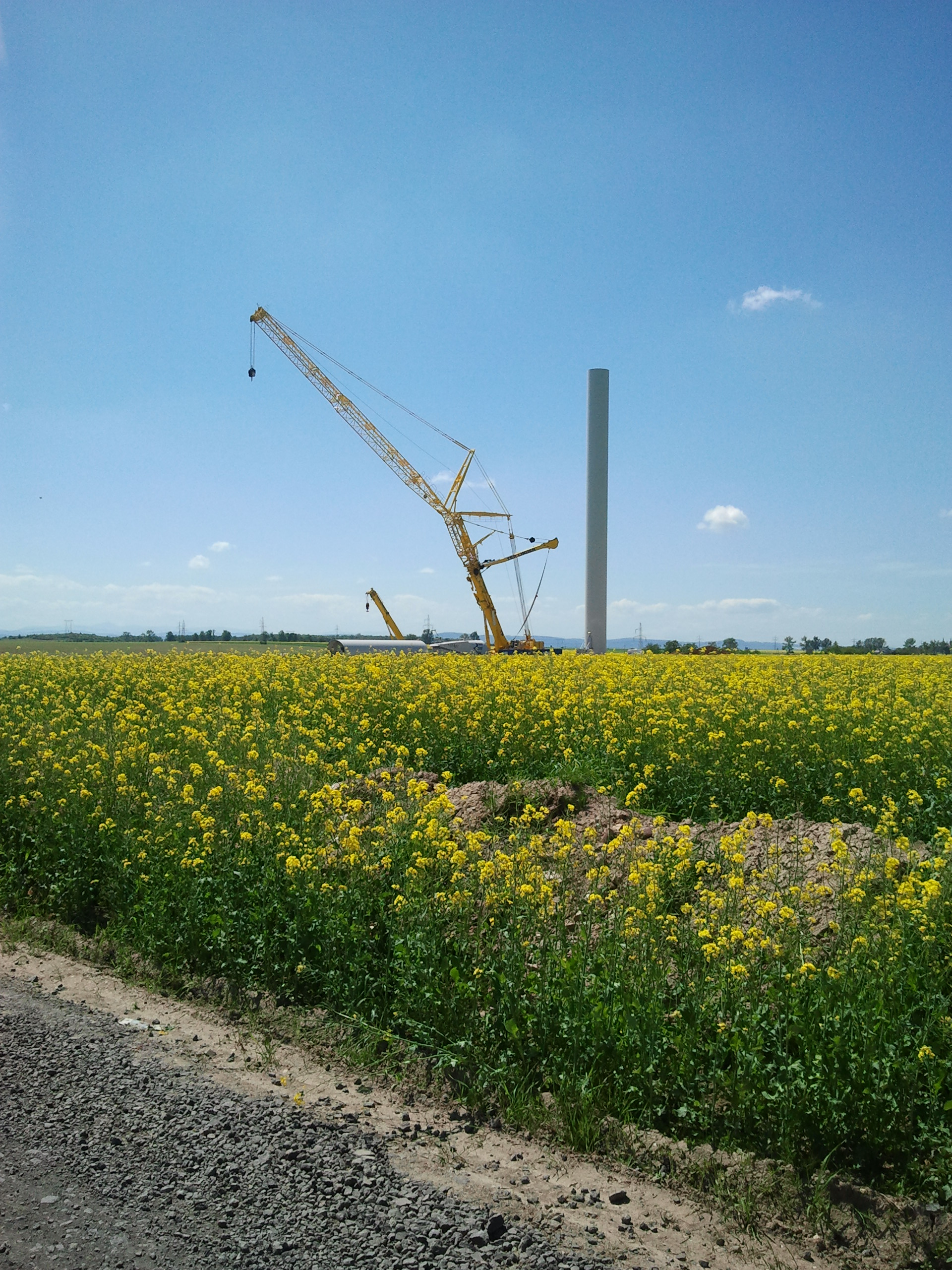
Budowa Elektrowni Wiatrowej Taczalin
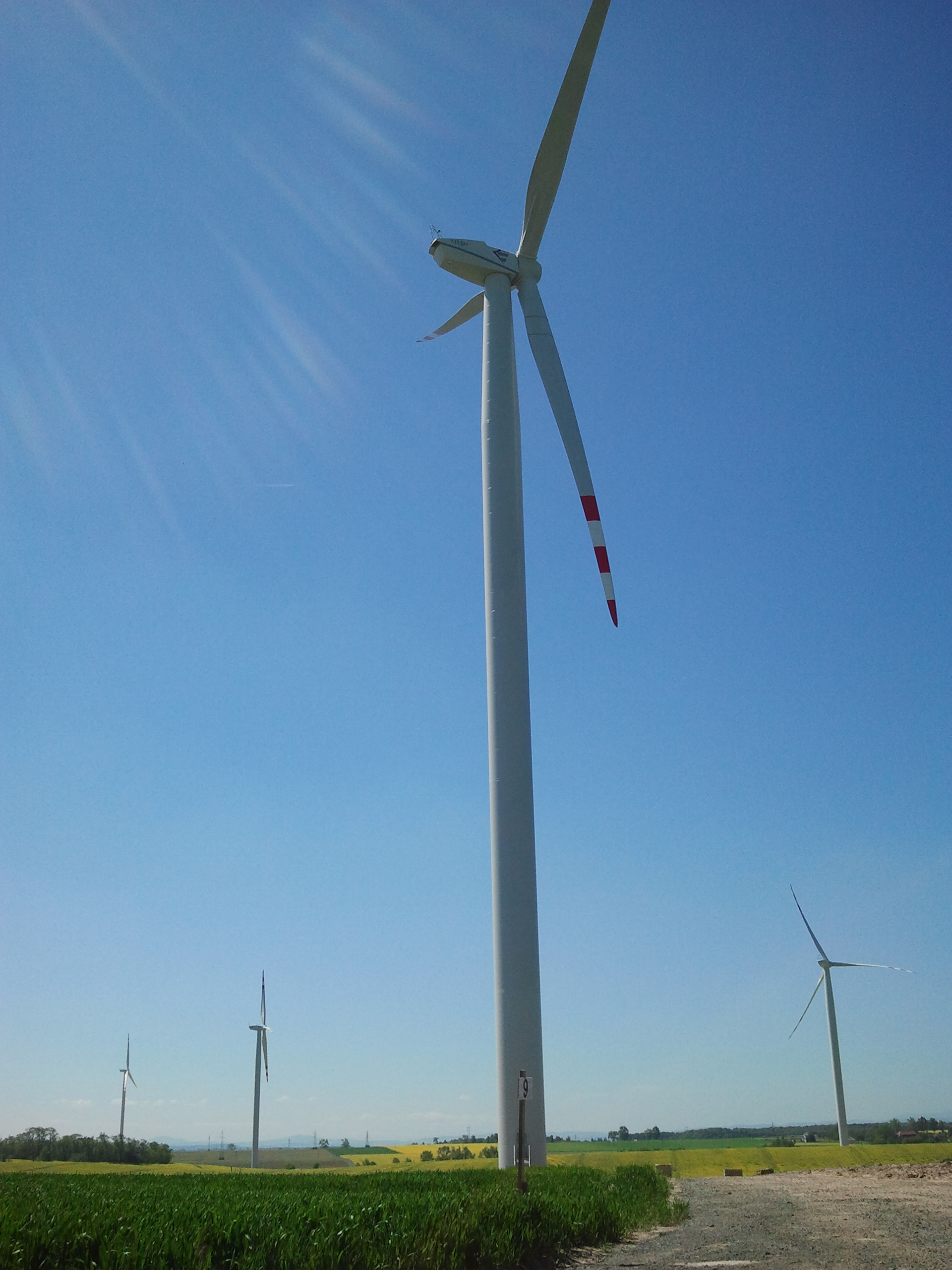
Elektrownia Wiatrowa Taczalin
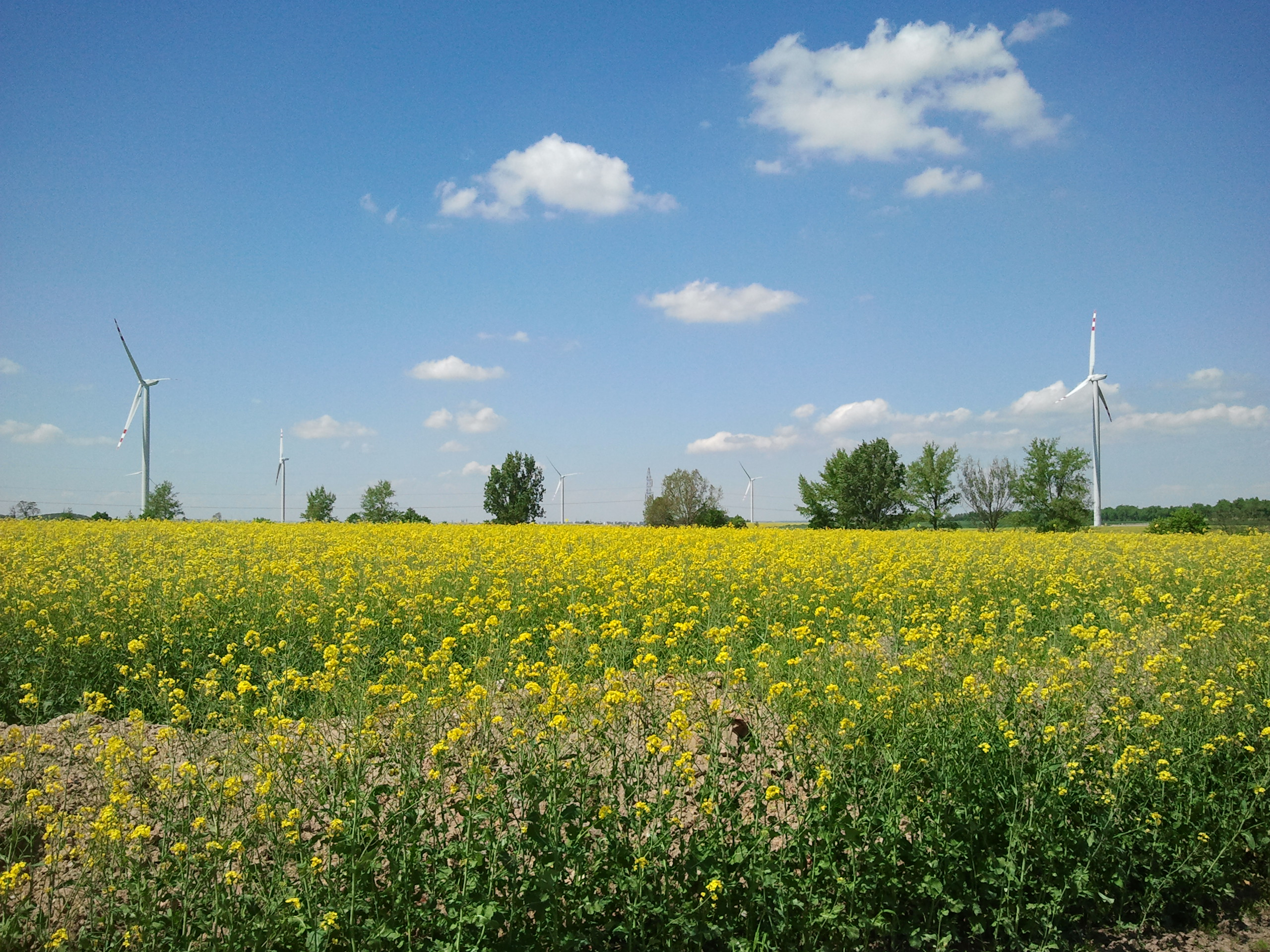
Elektrownia Wiatrowa Taczalin
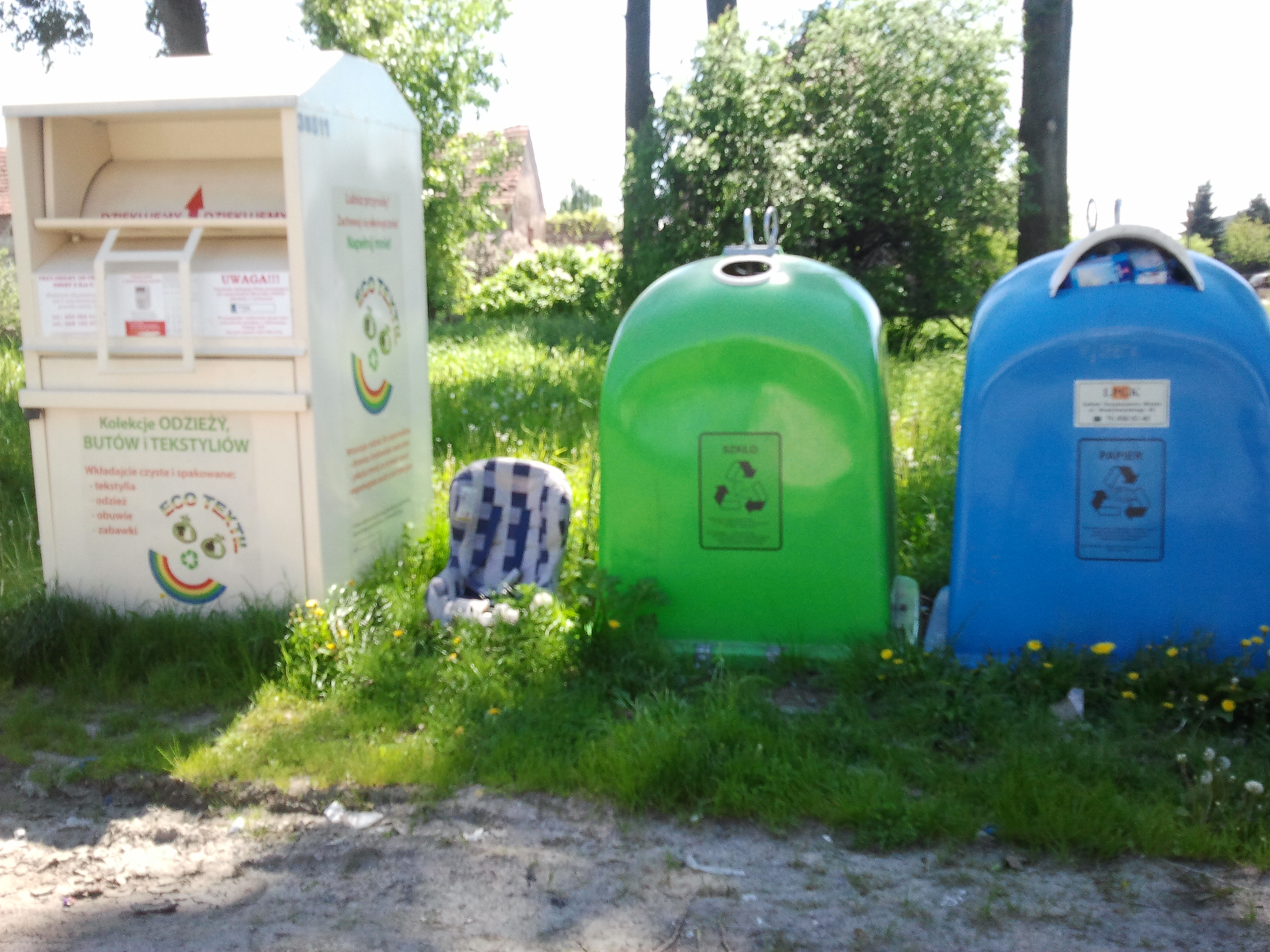
Projekt Legnica-ECO2009 wraz z fotelem pełniącym rolę ławki ulicznej.

## II wojna światowa w Taczalinie

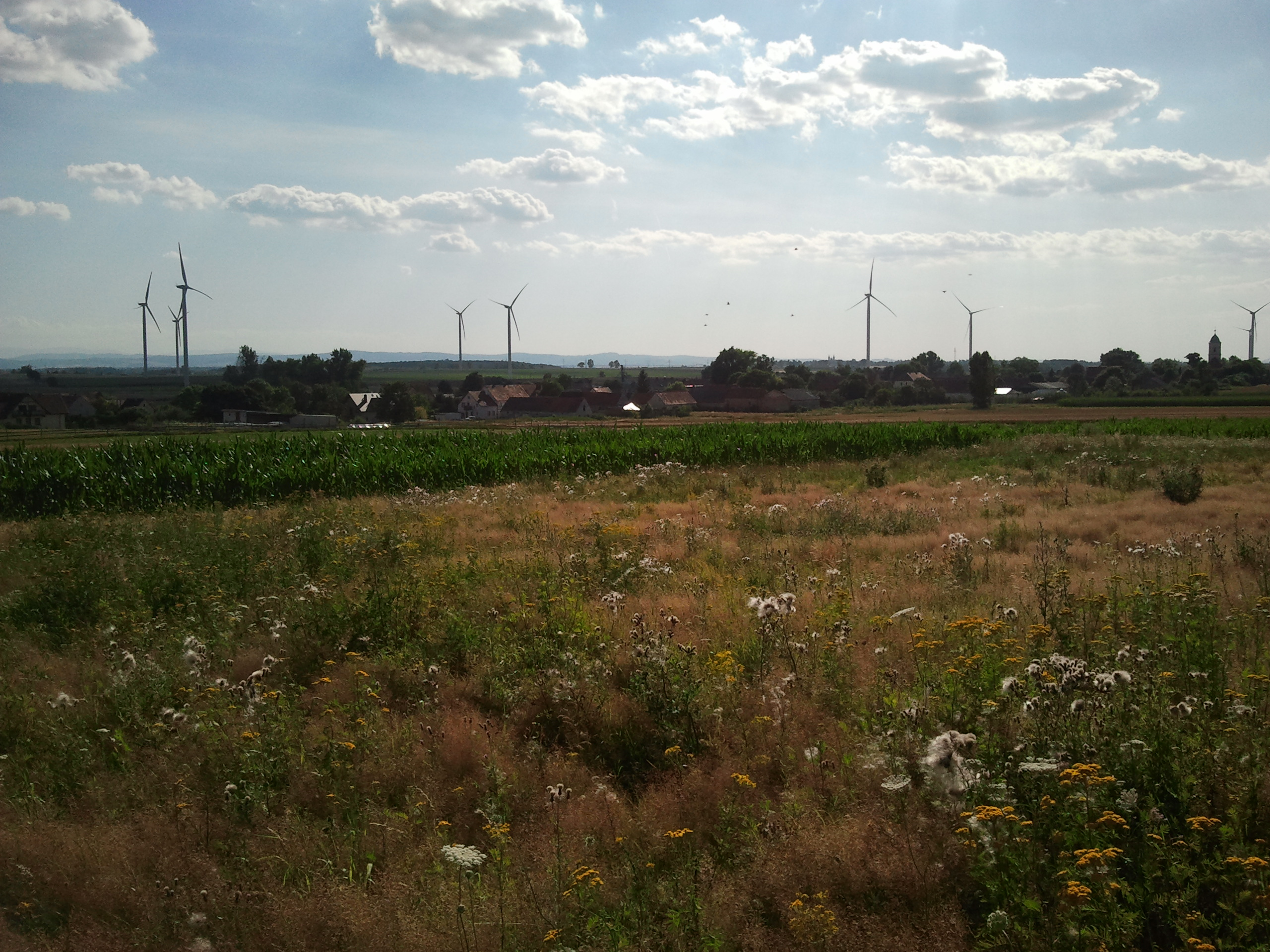
Rozważany kawałek pasa startowego

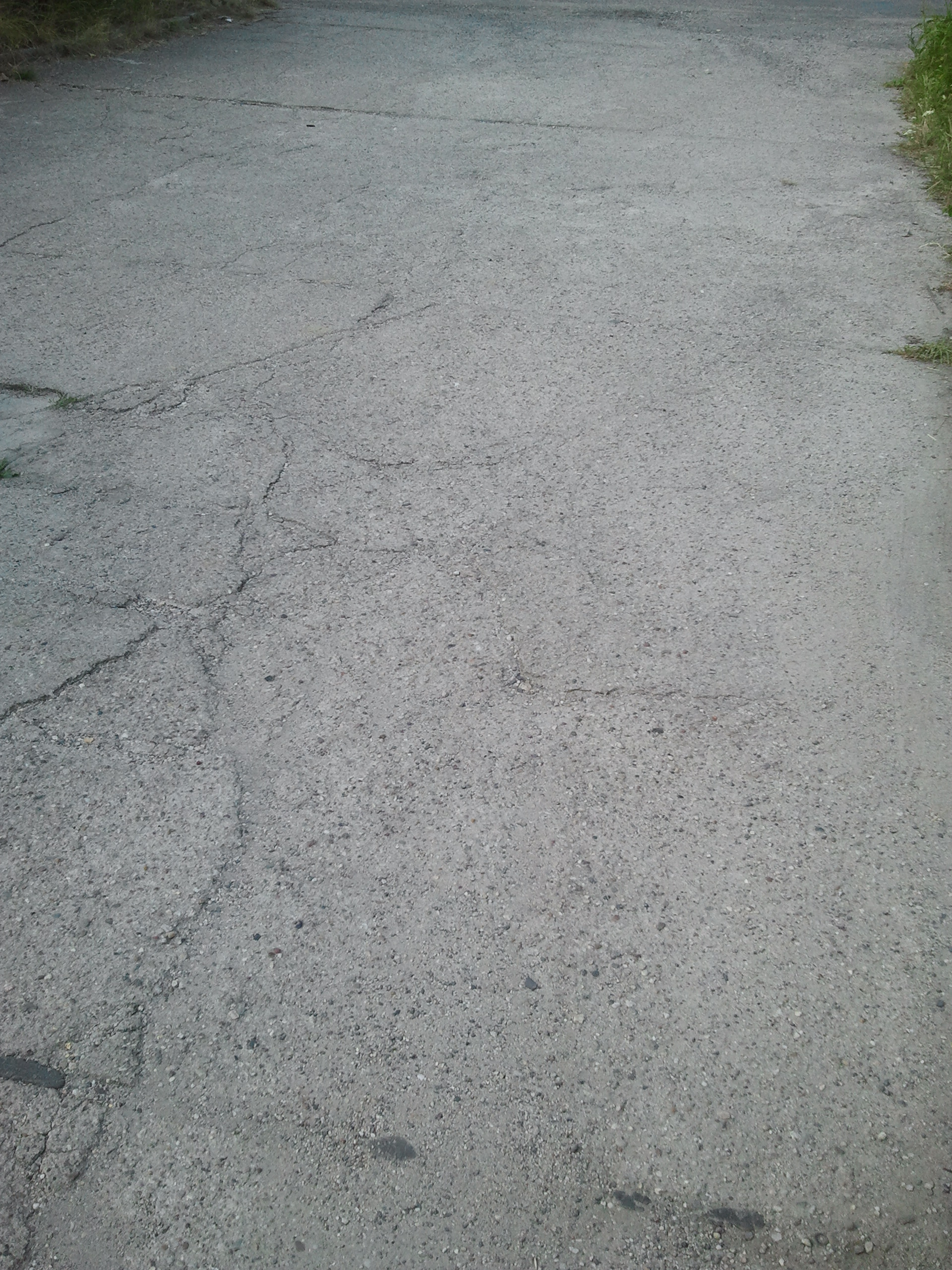
Betonowe fragmenty w miejscu rozważanego pasa startowego

Ze względu na położenie blisko lasów Taczalin posiadał jednostkę obronną w postaci stanowiska przeciwlotniczego zaopatrzone w działo kalibru 88 mm. Jednak podejrzewa się, że płaski, dobrze utwardzony jeszcze w latach 50. odcinek o długości blisko kilometra mógł służyć za lotnisko zapasowe dla miasta Legnica, chociażby ze względu na sprzyjające warunki wietrzne i topograficzne.

## Galeria

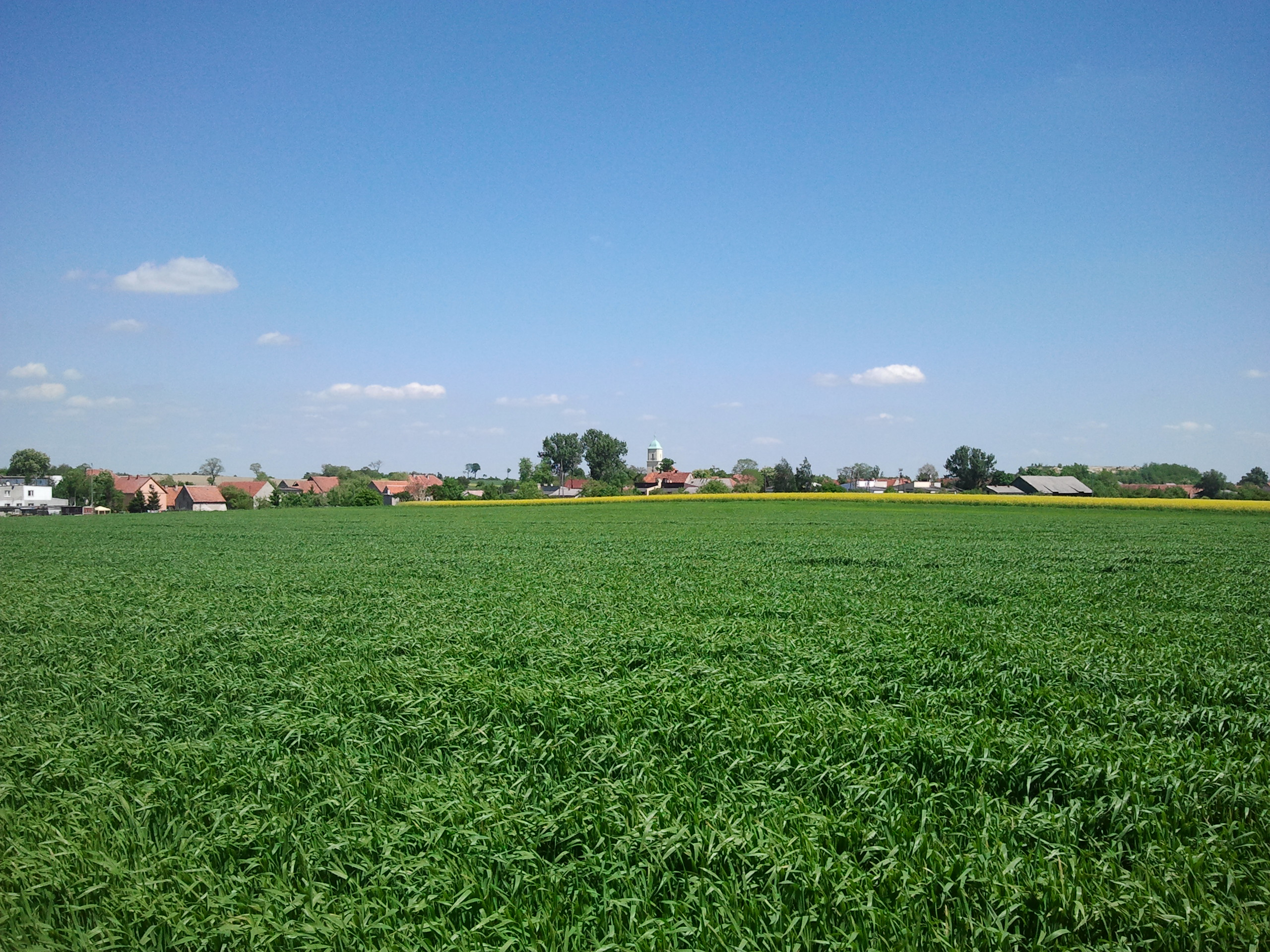
Panorama Taczalina
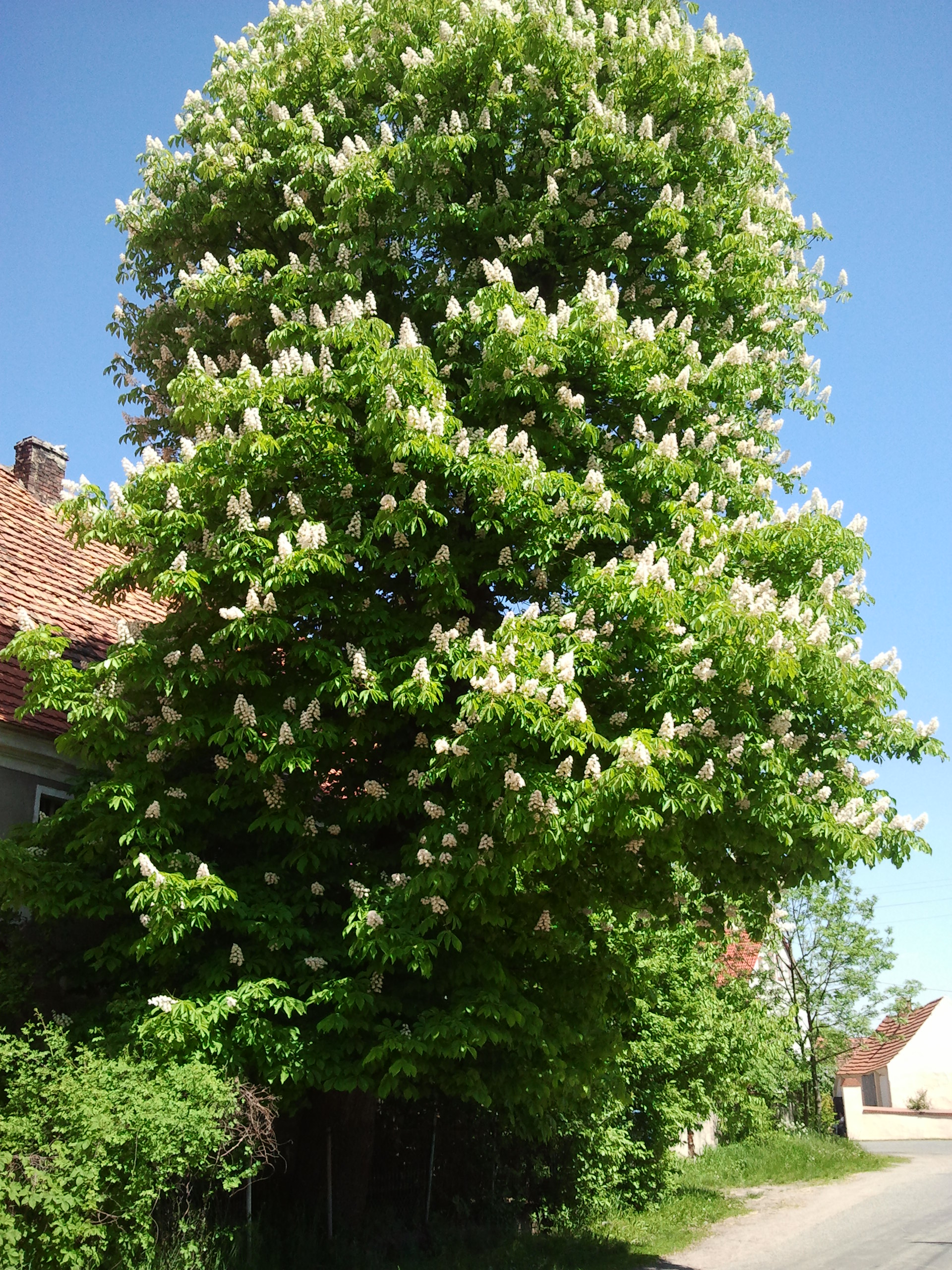
Kasztanowiec napoleoński
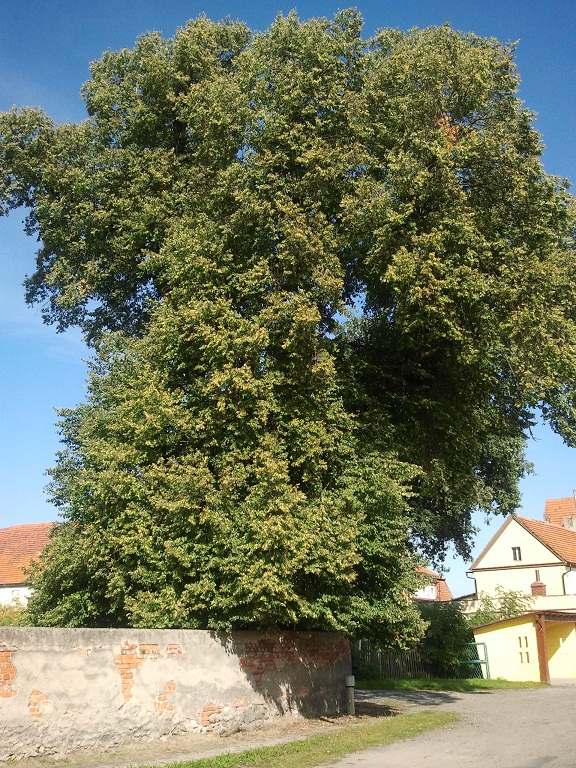
Dąb Dominik – 400-letni pomnik przyrody
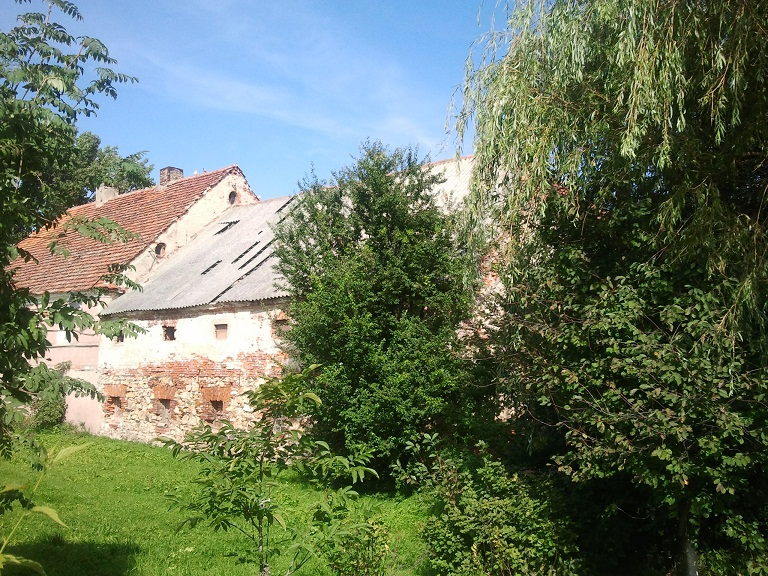
Zabudowania gospodarcze dworu
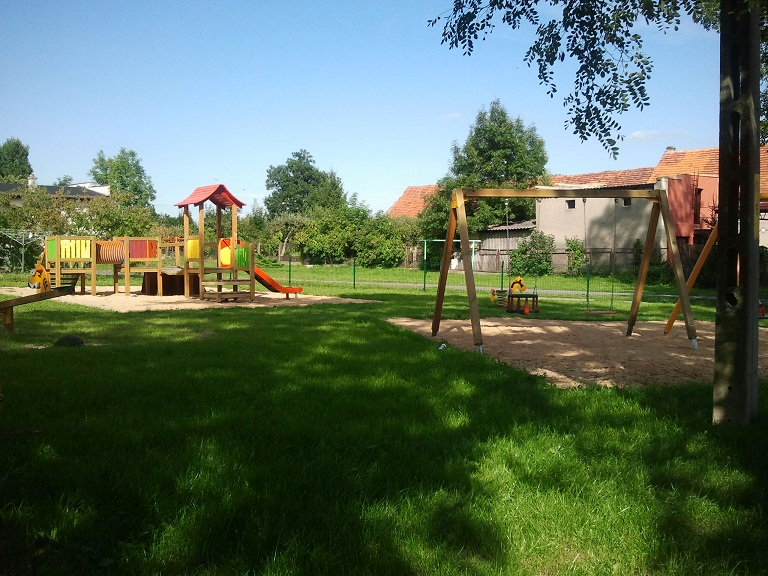
Ogródek jordanowski w Taczalinie